# Countrywide Classic 2004
Il Countrywide Classic 2004 è stato un torneo maschile professionistico di tennis giocato sul cemento. È stata la 78ª edizione del Los Angeles Open, conosciuto in precedenza come Pacific Southwest Championships, e faceva parte della categoria International Series nell'ambito dell'ATP Tour 2004. Il torneo si è svolto al Los Angeles Tennis Center dell'UCLA a Los Angeles, negli Stati Uniti, dal 12 al 18 luglio 2004.

## Campioni

### Singolare
Tommy Haas ha battuto in finale  Nicolas Kiefer con il punteggio di 7–6(6), 6–4

### Doppio
Mike Bryan /  Bob Bryan hanno battuto in finale  Wayne Arthurs /  Paul Hanley con il punteggio di 6–3, 7–6(6)